# Sima Ai
Sima Ai oder Sima Yi (* 277; † 20. März 304) war ein chinesischer Prinz der westlichen Jin-Dynastie. Er war der fünfte der acht Prinzen, die im Krieg der Acht Prinzen gegeneinander um die Macht im antiken China kämpften.

## Herkunft
Sima Ai war ein Sohn des chinesischen Kaisers Jin Wudi und ein Bruder von Jin Huidi. Er war Prinz von Changaha.

## Rolle im Krieg der acht Prinzen
Im Bürgerkrieg unterstützte Sima Ai die beiden Prinzen Sima Yong und Sima Ying in ihrer Rebellion gegen den kaiserlichen Regenten Sima Jiong. Er schlug Sima Jiongs Armee im Jahr 302, tötete ihn und konnte so selbst Regent für den Kaiser werden. Da Sima Yong allerdings mit Sima Ais gewonnener Machtposition nicht zufrieden war und sich für sich selbst mehr von der Rebellion erhofft hatte, stiftete er Sima Ying an, mit ihm gegen Sima Ai zu kämpfen. Ein Versuch, das Kaiserreich diplomatisch zwischen den beiden aufzuteilen scheiterte an Sima Ais Ablehnung. Während der Kämpfe wurde er von Soldaten und Offizieren seiner Armee verraten und an den feindlichen General Zhang Fang ausgeliefert. Dieser ließ Sima Ai lebendig verbrennen.